# Latinizace v Sovětském svazu

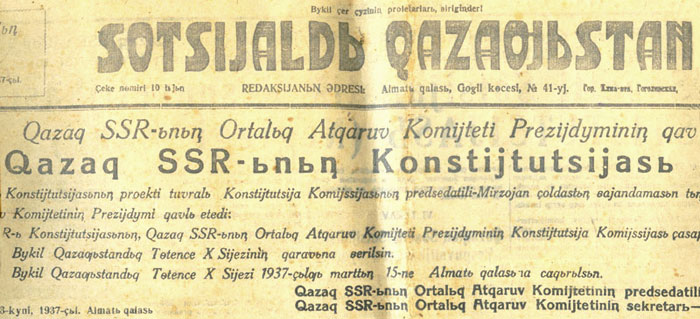
Výtisk kazašských novin psaných latinkou z doby latinizace

Latinizace (rusky латинизация, latinizacija) je označení pro proces probíhající v Sovětském svazu ve 20. a 30. letech 20. století. Úkolem bylo zajistit převod písem jazyků a národů Sovětského svazu do latinky a zvýšit gramotnost v národnostně různorodém státě. Kampaň byla úspěšná, pro řadu jazyků (nejen jazyků Sovětského svazu, ale i jazyků národů pod sovětským vlivem) byla vytvořena zvláštní latinka, ovšem Stalin ve 30. letech proces zastavil a všechny do té doby latinizované jazyky byly nuceny přejít na cyrilici.

## Překlady do latiny
Abecedy pro následující jazyky byly romanizovány nebo znovu vytvořeny:
- Abazský jazyk (1932)
- Abcházský jazyk (1924)
- Avarský jazyk (1928)
- Adygejský jazyk (1926)
- Altajský jazyk (1929)
- Asyrský jazyk (1930)
- Ázerbájdžánský jazyk (1922)
- Baškirský jazyk (1927)
- Balúčský jazyk (1933)
- Burjatský jazyk (1929)
- Chakaský jazyk (1929)
- Chantyjský jazyk (1931)
- Cachurský jazyk (1934)
- Čečenský jazyk (1925)
- Čínština (1931)
- Čukotský jazyk (1931)
- Džuchuri (1929)
- Darginský jazyk (1928)
- Dunganský jazyk (1928)
- Eskimoský jazyk (Naukanština, yuitština) (1931)
- Evenkijský jazyk (1931)
- Evenský jazyk (1931)
- Hebrejština-Tádžik (1929)
- Ižorský jazyk (1932)
- Ingušský jazyk (1923)
- Itelmenský jazyk (1931)
- Jakutský jazyk (1920)
- Kabardsko-čerkeský jazyk (1923)
- Kalmycký jazyk (1930)
- Karaimský jazyk (1928)
- Karakalpacký jazyk (1928)
- Karačajsko-balkarský jazyk (1924)
- Karelský jazyk (1931)
- Kazašský jazyk (1928)
- Ketský jazyk (1931)
- Komijský jazyk (1932)
- Komi-permjacký jazyk (1932)
- Korjacký jazyk (1931)
- Krymskotatarský jazyk (1927)
- Krymčacký jazyk (1928)
- Kumandinský jazyk (1932)
- Kumycký jazyk (1927)
- Kurdština (1929)
- Kyrgyzský jazyk (1928)
- Lakský jazyk (1928)
- Lazský jazyk (1930)
- Lezgijský jazyk (1928)
- Mansi jazyk (1931)
- Moldavský jazyk (1932)
- Nanajský jazyk (1931)
- Něnecký jazyk (1931)
- Nivchský jazyk (1931)
- Nogajský jazyk (1928)
- Osetinský jazyk (1923)
- Perština (1930)
- Sami (Kildinská sámština, Skoltská sámština) (1931)
- Selkupský jazyk (1931)
- Šorský jazyk (1931)
- Šugnanský jazyk (1932)
- Tabasaranský jazyk (1932)
- Tádžický jazyk (1928)
- Tališský jazyk (1929)
- Tatarský jazyk (1928)
- Tatský jazyk (1933)
- Turkmenský jazyk (1927)
- Vepský jazyk (1932)
- Udehejský jazyk (1931)
- Udinský jazyk (1934)
- Ujgurský jazyk (1928)
- Uzbecký jazyk (1927)

Byly vypracovány a schváleny projekty na romanizaci následujících jazyků:
- Aleutský jazyk
- Arabský jazyk
- Korejský jazyk
- Udmurtský jazyk

Nebyly však implementovány.  Byly vyvinuty projekty na romanizaci všech ostatních abeced národů SSSR.